# Société pour l'informatique
La Société pour l'informatique (Gesellschaft für Informatik, en abrégé "GI") est une association  allemande d'environ 20 000 informaticiens, regroupant professionnels, enseignants et étudiants.

## Histoire
La Société pour l'informatique a été fondée à Bonn, en Allemagne, le 16 septembre 1969. Initialement destinée principalement aux chercheurs, elle s'est développée au milieu des années 1970 afin d'inclure les informaticiens professionnels, et en 1978, a fondé son journal Informatik Spektrum pour atteindre ce public plus large.
La Deutsche Informatik-Akademie de Bonn a été fondée en 1987 par la Gesellschaft für Informatik dans le but de fournir des séminaires et une formation continue pour les professionnels de l'informatique. En 1990, la Gesellschaft für Informatik a contribué à la fondation du Centre de Recherche pour l'Informatique, renommé depuis le Leibniz-Zentrum für Informatik au Château de Dagstuhl. Il est devenu un centre international important, notamment pour ses ateliers académiques.
En 1983, la Gesellschaft für Informatik est devenue une société membre de la International Federation for Information Processing (IFIP), reprenant le rôle de représentant de l'Allemagne assumé par la Deutsche Arbeitsgemeinschaft für Rechenanlagen. En 1989, elle rejoint le Council of European Professional Informatics Societies (CEPIS).

## Activités
L'activité principale de l'association est de soutenir le développement professionnel de ses membres dans tous les aspects du domaine de l'informatique. Afin de réaliser cet objectif, la Gesellschaft für Informatik maintient un grand nombre de comités, de groupes d'intérêt et groupes de travail dans les domaines de l'informatique théorique, en intelligence artificielle, bio-informatique, génie logiciel, interactions homme-machine, bases de données, informatique technique, informatique graphique et visualisation d'informations, informatique de gestion, aspects juridiques de l'informatique, enseignement de l'informatique, informatique sociale et sécurité informatique,.
Jusqu'à 30 groupes locaux de la GI coopèrent avec le chapitre allemand de l'Association for Computing Machinery.
D'autres  activités importantes de la GI comprennent la sensibilisation du public à la présence de l'informatique, y compris ses avantages et ses risques. Les activités de Lobbying sont organisées par le bureau de Berlin depuis 2013. 
En plus de l'Informatik Spektrum, qui est le journal de la société, la plupart des groupes d'intérêts spéciaux publient leurs propres revues. Dans l'ensemble, la société dispose d'environ 40 publications régulières, et elle parraine un nombre similaire de conférences et d'événements chaque année. Plusieurs de ces conférences ont leurs travaux publiés dans les collections de livres de la GI, les Lecture Notes in Informatics, qui publie également des résumés de thèses et des monographies de recherche.
Tous les deux ans, la Gesellschaft für Informatik décerne la médaille Konrad-Zuse à un chercheur allemand de l'informatique,. Elle propose également des prix pour la meilleure thèse de doctorat , pour l'enseignement de l'informatique, pour les innovations pratiques, et pour des équipes d'étudiants. Chaque année, à partir de 2002, la GI élit un petit nombre de ses membres en [felliow]s, sa plus haute catégorie de membres. Certains membres ont été élus membres honoraires; ce sont Konrad Zuse depuis 1985, Friedrich L. Bauer depuis 1987, Wilfried Brauer depuis 2000, Günter Hotz depuis 2002, Joseph Weizenbaum depuis 2003, Gerhard Krüger depuis 2007, Heinz Schwärtzel depuis 2008

## Conférences
L'une des plus grandes conférences de l'informatique dans le monde germanophone est la conférence INFORMATIK. Elle est  organisée en collaboration avec les universités, chaque année dans un lieu différent. Plus de 1 000 participants assistent à  des ateliers et des exposés concernant les défis actuels dans le domaine de la technologie de l'information. En outre, plusieurs groupes d'intérêts spéciaux organisent de grandes réunions à notoriété internationale, par exemple la « Software Engineering » (SE), la « Multikonferenz Wirtschaftsinformatik » (MKWI), la « Mensch-Computer-Interaktion » (MCI) et la « Datenbanksysteme für Business, Technologie und Web » (BTW).